# Spawn

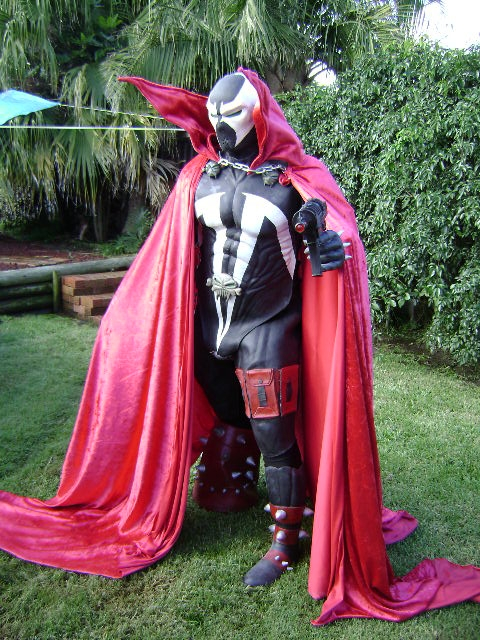
En person utklädd till Spawn.

Spawn är en populär serietidning i USA, skapad 1992 av Todd McFarlane och utgiven av det amerikanska serieförlaget Image Comics. Spawn är olik andra kända superhjältar då Spawn själv varken är en hjälte eller en skurk. Han beskrivs som mellantinget mellan djävulen och gud. Han finns med som spelbar figur i spelet Soul Calibur II (endast Xboxversionen) och i Mortal Kombat 11 (DLC-figur).
Serien utgavs i Sverige mellan 1996 och 2001, vilket omfattade ungefär de 100 första numren av den amerikanska serien. I hemlandet har den sedan dess nått närmare 300 nummer.

## Handling
Serien Spawn handlar om den amerikanska soldaten Al Simmons som jobbar som lönnmördare åt den amerikanska underrättelsetjänsten. Efter år av trogen tjänst börjar Als samvete säga ifrån och han börjar tvivla på sin chef Jason Wynns motiv. På grund av detta blir han på order av denne dödad av Jessica Priest. I livet efter detta sluter han ett avtal med Malebolgia, djävulen över helvetets åttonde nivå: I utbyte mot att han får träffa sin fru ska Al leda helvetets arméer mot himlen.
Tillbaka på jorden inser Al att han har blivit lurad av Malebolgia och att han nu befinner sig fem år framåt i tiden från sin död och att hans kropp har blivit bränd till oigenkännlighet. Eftersom Malebolgia vill att Al, alias Spawn, ska bli en av hans officerare i kampen mot himlen har han gett honom en dräkt som har förenat sig med Als nervsystem. Dräkten utgörs av en heltäckande kroppsdräkt i svart, vitt och rött och är utrustad med en väldig röd mantel och kedjor som reagerar på Spawns sinnesstämningar och behov. Helvetet har även gett honom förmågan att utöva demonisk svart magi och ökat hans styrka och snabbhet till en övermänsklig nivå.
Eftersom fem år har gått när Al kommer tillbaka till jorden har hans fru hunnit gifta om sig med Als bästa vän Terry Fitzgerald och tillsammans har de en dotter som heter Cyan. Denna dotter får Al att förstå att det var han som var infertil och inte hans fru Wanda, vilket de båda hade trott.
Himlen kan inte låta en Hellspawn som Al vara utan försöker bekämpa honom. De sänder bland annat en "anti-spawn" mot honom, men den farligaste varelsen de skickar är den lika vackra som dödliga ängeln Angela. Även om Spawn och Angela kämpar mot varandra till en början så förbyts deras hat mot kärlek och Angela hjälper Spawn att till slut besegra Malebolgia. Angela själv dör i striden.
Al Simmons var ingen vanlig Spawn; han lyckades med det som så många andra försökt med men ingen helt lyckats med: förgöra sitt band till Malebolgia. Genom att alliera sig med en tredje sida, jorden själv, blir han fri från det som band honom till djävulen utan att behöva böja knä inför Gud. För även om Gud är den goda av de två så är inte ens han så god som den gud de kristna tror på. För, som Spawn säger, även Gud behöver soldater som Djingis Khan för deras vilja att slåss.

## Figurer
- Al Simmons (Spawn) är seriens huvudperson.
- Wanda Blake är Als änka, numera gift med Terry Fitzgerald och mor till Cyan.
- Terry Fitzgerald är Als bästa vän och kollega, samt far till Cyan.
- Jason Wynn är Als och Terrys chef som driver USA:s underrättelsetjänst.
- Chapel är Als före detta kollega och vän. Han är en medlem av gruppen "Youngblood". Al luras att tro att det var Chapel som dödade honom.
- Jessica Priest är en lönnmördare som dödade Al på uppdrag av Wynn.
- Curse är en man som anser att Gud har glömt honom. Han är fiende till Spawn.
- Angela är en ängel som först ska döda Spawn men sedan hjälper honom att kämpa mot Malebolgia.
- Malebolgia är djävulen över den åttonde nivån.
- Violator (Clown) är en av de infödda i helvetet som anser sig bättre än Spawn.
- Bobby är en av invånarna i Rat City och vän till Al.
- Bootsy är en ängel under täckmantel som låtsas vara en vanlig uteliggare.
- Cogliostro (Greven) är en tidigare Hellspawn som efter ett försök att göra sig fri blivit en anomali, som inte hör hemma någonstans. Han försöker hjälpa Al för att på så sätt hjälpa sig själv.
- Cyan är dotter till Wanda och Terry och har en icke-mänsklig anknytning till Spawn.

## Filmen
Det har också gjorts en film om Spawn, regisserad av Mark A.Z. Dippé med hjälp av Todd. Filmen hade premiär 1997. I juli 2024 blev det känt att det skulle göras ytterligare en Spawn-film, efter att det länge hade talats om att göra en uppföljare. Det är än så länge (juli 2024) okänt när denna film kommer att ha premiär, mer än vad den kommer att ha för titel, vilket kommer att bli King Spawn.
I filmen spelas Spawn av Michael Jai White, Wanda av Theresa Randle och Jason Wynn av Martin Sheen.

## Tagline
Another kind of hero.